# Анна Австрийска (1528 – 1590)
Вижте пояснителната страница за други личности с името Анна Австрийска.
Анна Австрийска (на немски: Anna von Österreich; * 7 юли 1528, Прага; † 16 октомври 1590, Мюнхен) е ерцхерцогиня на Австрия и чрез женитба херцогиня на Бавария.

## Произход и брак
Дъщеря е на по-късния император Фердинанд I (1503 – 1564) от Хабсбургите и Анна Ягелонина (1503 – 1547), дъщеря на крал Владислав II, крал на Бохемия и Унгария.
Още като дете Анна е сгодявана първоначално за принц Теодор Баварски (1526 – 1534), син на баварския херцог Вилхелм IV, а след това за херцог Шарл Орлеански (1522 – 1545), син на френския крал Франсоа I. Двамата умират преди да се сключи брак.
На 4 юли 1546 г. 17-годишната Анна се омъжва за бъдещия баварски херцог Албрехт V (1528 – 1579), от династия на Вителсбахи, брат на нейния първи годеник. Този брак е част от стратегията на чичото на булката император Карл V, който иска да осигури поддръжката на Албрехт V преди Шмалкалденската война. Сватбеният подарък от императора са 50 000 гулдена.
До началото на Албрехтовото управление в Бавария, той и Анна живеят в Ландсхут.

## Херцогиня Анна и духовния живот на херцогството
Анна и Албрехт оказват силно влияние на духовния живот на херцогството. Откривайки няколко музея и основавайки Баварската държавна библиотека, те донасят на Мюнхен репутация на град на просвещението и изкуствата. Освен това Анна и Албрехт също оказват поддръжка на художника Ханс Милих и композитора Орландо ди Ласо. Най-известната работа на Милих за херцогинята става Книга за съкровищата на херцогиня Анна Баварска („Kleinodienbuch der Herzogin Anna von Bayern“, BSB-Hss Cod.icon. 429) – манускриптът е изпълнен през 1555 година и представлява опис на скъпоценностите, които са и принадлежали. Една от миниатюрите в описа изобразява спечелена от Анна срещу мъжа ѝ партия шах.
След смъртта на нейния съпруг през 1579 г. тя получава вдовишка издръжка от 200 000 гулдена и живее до смъртта си в построената за нея част от Мюнхенската резиденция.

## Деца
Анна и Албрехт V имат седем деца:
- Карл (*/† 1547)
- Вилхелм V Благочестиви (1548 – 1626), херцог на Бавария (1579 – 1597), ∞ 1568 принцеса Рената от Лотарингия
- Фердинанд Баварски (1550 – 1608), генерал, ∞ 1588 (Морганатичен брак) Мария Петембек (1573 – 1619)
- Мария Анна Баварска (1551 – 1608), ∞ 1571 ерцхерцог Карл II Франц от Вътрешна Австрия
- Максимилиана Мария Баварска (1552 – 1614), не се омъжва
- Фридрих (1553 – 1554)
- Ернст Баварски (1554 – 1612), архиепископ на Кьолн, епископ на Лиеж.